# Josh Boone (filmrendező)
Josh Boone (Virginia Beach, 1979. április 5. –) amerikai filmrendező, forgatókönyvíró és filmproducer.

## Élete és pályafutása
Első filmrendezése, a Bízz a szerelemben 2012-ben debütált a Torontói Nemzetközi Filmfesztiválon. 2014-ben ő rendezte meg az azonos című regény alapján készült Csillagainkban a hiba című filmdrámát. 2020-ban Az új mutánsok című szuperhősfilm megrendezését vállalta el. Ugyanebben az évben a Stephen King Végítélet című regényéből készült The Stand minisorozat két epizódját is megrendezte.

## Filmográfia

### Film
| Év   | Magyar cím            | Eredeti cím                  | Feladatkör | Feladatkör | Feladatkör |
| Év   | Magyar cím            | Eredeti cím                  | Rendező    | Író        | Producer   |
| ---- | --------------------- | ---------------------------- | ---------- | ---------- | ---------- |
| 2012 | Bízz a szerelemben    | Stuck in Love                | Igen       | Igen       | Nem        |
| 2014 | Csillagainkban a hiba | The Fault in Our Stars       | Igen       | Nem        | Nem        |
| 2016 | Az élet anyuval       | All We Had                   | Nem        | Igen       | Vezető     |
| 2016 | Kartonharcos          | Cardboard Boxer              | Nem        | Nem        | Vezető     |
| 2017 |                       | Horseshoe Theory (rövidfilm) | Nem        | Nem        | Vezető     |
| 2018 | Színlelők             | The Pretenders               | Nem        | Igen       | Nem        |
| 2019 |                       | The Cat and the Moon         | Nem        | Nem        | Vezető     |
| 2020 | Az új mutánsok        | The New Mutants              | Igen       | Igen       | Nem        |
| 2022 |                       | Press Play                   | Nem        | Sztori     | Igen       |

### Televízió
| Év        | Cím       | Feladatkör | Feladatkör | Feladatkör      | Megjegyzések            |
| Év        | Cím       | Rendező    | Író        | Vezető producer | Megjegyzések            |
| --------- | --------- | ---------- | ---------- | --------------- | ----------------------- |
| 2020–2021 | The Stand | 2 epizód   | Igen       | Igen            | minisorozat megalkotója |

## Fordítás
- Ez a szócikk részben vagy egészben  a   Josh Boone (director) című angol Wikipédia-szócikk ezen változatának fordításán alapul.  Az eredeti cikk szerkesztőit annak laptörténete sorolja fel. Ez a jelzés csupán a megfogalmazás eredetét és a szerzői jogokat jelzi, nem szolgál a cikkben szereplő információk forrásmegjelöléseként.